# Ferenc Körmendi
Ferenc Körmendi, född 1900, död 1972, var en ungersk författare, bosatt i USA.
Körmendi slog igenom 1932 med romanen A budapesti kaland (översatt till svenska som Äventyr i Budapest). Bland hans övriga romaner kan nämnas Räkenskapens dag (2 band, 1937) och Sällsamt möte (1939).